# Montereau-Fault-Yonne
Montereau-Fault-Yonne je naselje in občina v osrednjem francoskem departmaju Seine-et-Marne regije Île-de-France. Leta 2006 je naselje imelo 16.993 prebivalcev.

## Geografija
Kraj leži v pokrajini Île-de-France ob reki Seni in njenem levem pritoku Yonne, 37 km jugovzhodno od središča departmaja Meluna.

## Uprava
Montereau-Fault-Yonne je sedež istoimenskega kantona, v katerega so poleg njegove vključene še občine Barbey, La Brosse-Montceaux, Cannes-Écluse, Courcelles-en-Bassée, Esmans, Forges, La Grande-Paroisse, Laval-en-Brie, Marolles-sur-Seine, Misy-sur-Yonne, Saint-Germain-Laval, Salins in Varennes-sur-Seine s 33.646 prebivalci.
Kanton Montereau-Fault-Yonne je sestavni del okrožja Provins.

## Zgodovina
V času Napoleonskih vojn je bilo ozemlje Montereauja prizorišče bitke, v kateri je Napoleon 18. februarja 1814 dosegel eno poslednjih zmag proti Avstrijcem, katerim sta poveljevala feldmaršal Schwarzenberg in württemberški kralj Friderik I.

## Zanimivosti
- cerkev Notre-Dame-et-Saint-Loup,
- nekdanji samostan sv. Martina iz začetka 10. stoletja,
- muzej fajanse,
- kip Napoleona na konju ob sotočju rek Sene in Yonne,
- naravni rezervat Colline Saint Martin et des Rougeaux, ustanovljen 27. julija 1995

## Pobratena mesta
- Aydın (Egej, Turčija),
- Otley (Anglija, Združeno kraljestvo),
- Paredes (Portugalska),
- Safi (Maroko),
- Walldürn (Baden-Württemberg, Nemčija).